# Lestes virens
Lestes virens (Charpentier, 1825) je vrsta iz familije Lestidae. Srpski naziv ove vrste je Mala zelena devica.

## Opis vrste
Trbuh mužjaka je metalikzelen, ali su poslednja dva segmenta trbuha plava. Ženke su zelenooker. Na bočnoj strani grudi donja linija zelenog pojasa nije ravna, već je zakrivljena ka krilima. Krila su providna sa svetlobraon pterostigmom. Podseća na L. sponsa i L. dryas, ali je od ovih vrsta nešto sitnija i kod mužjaka nema plave boje na prva dva segmenta trbuha kao kod njih. Drugi telesni segment ženke je gotovo ceo zelen.

## Stanište
Naseljava razne tipove manjih, plitkih i povremenih voda. Nalazimo je u dolinama i nizijama (slično kao i vrstu L. barbarus).

## Životni ciklus
Ženke polažu jaja u stabljike emerznih biljaka iznad vode. U stadijumu jajeta ova vrsta provodi zimu (ulazi u dijapauzu) i u proleće se izležu larve. Larve rastu velikom brzinom i eklodiraju na obalnim biljkama, gde ostavljaju svoju košuljicu – egzuviju.

## Sezona letenja
Sezona letenja traje od aprila do novembra.

## Literatura
- d'Aguilar, J., Dommanget, J. L., and Prechac, R. (1986). A Field Guide to the Dragonflies of Britain, Europe and North Africa. Collins. pp 168–178.  0-00-219436-8
- Gibbons, R. B. (1986). Dragonflies and Damselflies of Britain and Northern Europe. Country Life Books.  0-600-35841-0. pp 54–62.